# Slaget på Kalvskinnet
Slaget på Kalvskinnet var et slag i 1179 på Kalvskinnet et området vest for Nidarosdomen i det som er i dag er Trondheim centrum. Slaget blev et vendepunktet i Sverre Sigurdssons (kong Sverre) og Birkebeinerne kamp mod baglerne om kongemagten. Sejren og Erling Skakkes død i slaget forandrede styrkefoholdene, og birkebeinerne kunne derefter ikke længere opfattes som den egentlig trussel eller oprørhær. Efter Kalvskinnet måtte konflikten anses som en borgerkrig, da landsdelene var på hver sin side af konflikten og mod hinanden. Slaget styrkede Sverre Sigurdssons krav på tronen. Han havde for alvor fremsat dette krav i foråret 1177, da trønderne valgte ham i Øretinget, en forudsætning for at blive Norges konge på denne tid.
Slaget er omtalt i Sverres Saga.